# Сепож
Сепо́ж (рос. Сепож) — присілок в Ігринському районі Удмуртії, Росія.

## Населення
Населення — 145 осіб (2010; 208 в 2002).
Національний склад станом на 2002 рік:
- удмурти — 67 %
- росіяни — 32 %

## Урбаноніми[3]
- вулиці — Клубна, Нагірна, Світла
- провулки — Озерний